# Une aventure de Rémi Forget
Pour les articles homonymes, voir Forget.
 (décembre 2012).
Si vous disposez d'ouvrages ou d'articles de référence ou si vous connaissez des sites web de qualité traitant du thème abordé ici, merci de compléter l'article en donnant les références utiles à sa vérifiabilité et en les liant à la section « Notes et références ».
Une aventure de Rémi Forget est une série de bande dessinée policière parue aux Éditions Milan.
- Scénario : Alain Oriol
- Dessins : Serge Carrère
- Couleurs : Joëlle Carrère

## Albums
1. Le Masque de la peur (avril 1985) -  (ISBN 978-2-86726-073-5)
2. L'Herbe du pendu (septembre 1986) -  (ISBN 978-2-86726-108-4)